# Kubaryia
Kubaryia là một chi ốc có mài nhỏ sống ở đầm ngập mặn là động vật thân mềm chân bụng, trong họ Assimineidae.

## Các loài
Các loài thuộc chi Kubaryia bao gồm: 
- Kubaryia pilikia